# Gaultheria phillyreifolia
Gaultheria phillyreifolia est une espèce de plantes décrite pour la première fois par Christiaan Hendrik Persoon, et à qui Hermann Otto Sleumer a donné son nom actuel. Elle est un membre du genre Gaultheria et de la famille des éricacées.

## Histoire
Cette espèce de plantes est décrite pour la première fois en 1936 dans Notizblatt des Botanischen Gartens und Museums zu Berlin-Dahlem (es).

## Description

### Distribution
Cette espèce de plantes se retrouve naturellement au Chili et en Argentine, car nécessitant un climat tempéré pour grandir.